# ヒューテックノオリン
株式会社ヒューテックノオリン（英: Hutech norin Co.,Ltd.）は、冷凍食品の輸送等を行う企業。東京都新宿区に本社を置き、SGホールディングスの子会社。

## 沿革
- 1953年（昭和28年）3月 - 株式会社農林協同倉庫を設立[2]。
- 1961年（昭和36年）9月 - 新倉庫業法施行に伴い倉庫業許可取得[2]。
- 1992年（平成4年）9月 - 株式会社ヒューテックノオリンに商号変更[2]。
- 1995年（平成7年）7月 - 日本証券業協会（現：ジャスダック）に上場[2]。
- 2001年（平成13年）4月 - 東京証券取引所2部に上場[2]。
- 2015年（平成27年）9月28日 - 上場廃止。
- 2015年（平成27年）10月1日 - 名糖運輸と共同持株会社として、C&Fロジホールディングス（C&Fロジ）を設立[3]。
- 2024年（令和6年）7月12日 - 親会社のC&Fロジが、業界大手のSGホールディングスの子会社となる[4][5]。
- 2025年（令和7年）4月1日 - 名糖運輸がC&Fロジを吸収合併[6]。

## 社名の由来
「ヒューマン」と「テクノロジー」、そして「創業の社名＝農林協同倉庫」を組み合わせたもの。

ノ「ウ」リンは誤表記である。

## 関連会社
- 株式会社ヘルティー
- 株式会社ヒューテックサービス